# 阿尔塔内拉
阿尔塔内拉是巴西塞阿拉州的一个市镇。总面积73.296平方公里，总人口6036人，人口密度82.4人/平方公里。